# Sybil Seely
Sybil Seely (nacida como Sibye Trevilla, 2 de enero de 1900– 26 de junio de 1984) fue una actriz estadounidense que trabajó durante la era de cine mudo, es conocida principalmente por trabajar en varias películas juntó con Buster Keaton. En varias películas era acreditada como Sibye Trevilla.

## Primeros años
Nacida como Sibye Trevilla en Los Ángeles, Seely era hija de Harry Travilla y Lucie Ellen Boyker (1855–1949).

## Career
Seely hizo su primera aparición en la película Hearts and Flowers cuando tenía 17 años. Apareció en 21 películas, principalmente protagonizadas por Buster Keaton. 

## Familia
En 1920, se casó con el guionista Jules Furthman. La pareja tuvo un hijo, Jules Jr., nacido en 1921. En 1922, se retiró de la industria cinematográfica.

## Muerte
En 1983, Seely fue diagnosticada con cáncer de colon, falleció en Culver City, California, el 26 de junio de 1984 tras sufrir insuficiencia cardíaca, en el momento de su muerte, Seely sufría de arteriosclerosis cerebral.

## Filmografía
- Hearts and Flowers (1919)
- A Lady's Tailor (1919)
- Salome vs. Shenandoah (1919)
- Up in Alf's Place (1919)
- His Last False Step (1919)
- Down on the Farm (1920)
- By Golly! (1920)
- Married Life (1920)
- One Week (1920)
- Convict 13 (1920)
- Movie Fans (1920)
- Love, Honor and Behave (1920)
- The Scarecrow (1920) (Sin acreditar)
- Bungalow Troubles (1920)
- The Boat (1921)
- A Sailor-Made Man (1921)
- On Patrol (1922)
- The Frozen North (1922)